# Knightopiella
Knightopiella is een geslacht van wantsen uit de familie van de Miridae (Blindwantsen). Het geslacht werd voor het eerst wetenschappelijk beschreven door Schuh in 2004.

## Soorten
Het genus is monotypisch en bevat alleen de volgende soort:

- Knightopiella albipubescens (Knight, 1968)